# Óscar Vílchez
Óscar Christopher Vílchez Soto (Chiclayo, 21 de janeiro de 1986) é um futebolista Peruano que atua como meio-campo. Atualmente defende o Alianza Lima.

## Títulos

### Sporting Cristal
- Campeonato Peruano de Futebol: 2012